# Telmatoscopus convolvula
Telmatoscopus convolvula és una espècie d'insecte dípter pertanyent a la família dels psicòdids.

## Descripció
- Mascle: sutura interocular i arquejada al mig; occipuci punxegut; palps 2 i 3 iguals en llargària; edeagus asimètric en forma de tub recte i amb la part apical lleugerament corbada i punxeguda; antenes d'1,60 mm de longitud; ales de 2,75 mm de llargada i 1,10 d'amplada.
- La femella no ha estat encara descrita.[3]

## Distribució geogràfica
Es troba a Nova Guinea.